# Hermaphrodite (magazine)
Pour les articles homonymes, voir Hermaphrodite.
 (décembre 2009).
Si vous disposez d'ouvrages ou d'articles de référence ou si vous connaissez des sites web de qualité traitant du thème abordé ici, merci de compléter l'article en donnant les références utiles à sa vérifiabilité et en les liant à la section « Notes et références ».
Revue française de littérature critique laissant une grande place aux arts graphiques, Hermaphrodite (devenue depuis une maison d'édition indépendante) a été créée en 1998 à Nancy par Philippe Krebs, Valerian Lallement, William Guyot et Florent Schoumacher sur le constat de l'impossibilité pour de jeunes auteurs de se voir publier et des graphistes de voir leurs œuvres exposées.

## Contenu
L'aspect littéraire de la revue s'exprimait dans des poèmes et textes brefs, provocateurs, sous la plume du poète Eversores (P.Krebs) ou Léo Carimbacasse (V. Lallement). L'aspect philosophique revenait à F. Schoumacher. 
D'autres auteurs sont venus renforcer ensuite l'équipe éditoriale : Juan Hastings, Axelle Felgine.
À la fois critique de la littérature proche du mouvement Panique de Fernando Arrabal et théorisation philosophique de son époque proche des écrits situationnistes, la revue Hermaphrodite a marqué la scène culturelle nancéienne, à l'exemple de l'entartage du Président de l'Université de Nancy 2, lors de l'ouverture d'un colloque sur la provocation ou par ses vernissages sauvages et festifs.
Malgré son aspect radical et subversif, la revue a obtenu rapidement des financements de la ville de Nancy, puis le prix Defi-jeunes "culture" du Ministère de la Jeunesse et des Sports en 2000. La revue semble désormais en sommeil. Un webzine est régulièrement mis à jour.
La revue s'est fait connaître par une esthétique particulière sur les premiers numéros, une couverture noire percée d'un opercule laissant entre apercevoir une partie d'un dessin, d'une photographie ou d'une illustration.
Le slogan de la revue, emprunté à Saint-Augustin, était Inter facies et urinam nascimur (Nous naissons entre la fiente et l'urine).
Cette revue a publié des textes ou œuvres de Fernando Arrabal, Romain Slocombe, Roland Topor, Didier Daeninckx aux côtés d'auteurs ou illustrateurs moins connus comme Eric Mie.

### Première période (1998-2001)
C'est autour de Philippe Krebs que naît Hermaphrodite. Celui-ci souhaitant créer une revue autogérée, à l'image des fanzines, mais d'un caractère plus littéraire, tout en laissant de la place aux arts graphiques, persuade deux autres étudiants (W. Guyot et V.Lallemant) de poursuivre ce projet. Ils sont rapidement rejoint par Florent Schoumacher. C'est avec son deuxième numéro que la revue obtient le Prix Défi-Jeune "culture" de la main de Marie-George Buffet alors Ministre de la Jeunesse et des Sports, et fait parler d'elle dans le Magazine littéraire et Libération.
Lors du Salon du livre de Paris en mars 2001, eut lieu une action menée contre le stand Hachette, envahi et recouvert de photos de missiles.

### Deuxième période (2001-2005)
Avec la deuxième période qui s'ouvre avec le n.5, la revue quitte peu à peu son aspect unitaire post-situationniste et post-lettriste pour devenir une revue toujours axée autour des arts graphiques et la littérature mais plus classique dans la forme. Hermaphrodite cesse de paraître sous sa couverture noire percée d'un opercule.
Le comité redactionnel se reconcentre et des nouvelles signatures apparaissent. L'aspect également "d'agitation-propagande" se dissipe. La revue intègre les salons littéraires de France et de Belgique. Se profile également la création d'une maison d'édition independante. Des convergences rapides se dessinent avec d'autres revues (le singe) pour un bref instant.